# Grand Prix Júnior de Patinação Artística no Gelo de 2017–18
O Grand Prix Júnior de Patinação Artística no Gelo de 2017–18 foi a vigésima temporada do Grand Prix ISU Júnior, uma série de competições de nível júnior de patinação artística no gelo disputada na temporada 2017–18. São distribuídas medalhas em quatro disciplinas, individual masculino e individual feminino, duplas e dança no gelo. Os patinadores ganham pontos com base na sua posição em cada evento e os seis primeiros de cada disciplina são qualificados para competir na final do Grand Prix Júnior, realizada em Nagoya, Japão.
A competição é organizada pela União Internacional de Patinação (em inglês:  International Skating Union), a série Grand Prix começou em 21 de agosto e continuaram até 10 dezembro de 2017.

## Calendário
| #     | Evento                                     | Localização          | Data                 | Notas                       | Ref         |
| ----- | ------------------------------------------ | -------------------- | -------------------- | --------------------------- | ----------- |
| 1     | Grand Prix Júnior de Brisbane de 2017      | Brisbane, Austrália  | 23–26 de agosto      | Não houve disputa de duplas | [ 1 ] [ 2 ] |
| 2     | Cup of Austria de 2017                     | Salzburg, Áustria    | 31 de ago.–2 de set. | Não houve disputa de duplas | [ 1 ] [ 3 ] |
| 3     | Riga Cup de 2017                           | Riga, Letônia        | 6–9 de setembro      |                             | [ 1 ] [ 4 ] |
| 4     | Minsk Arena Cup de 2017                    | Minsk, Bielorrússia  | 20–24 de setembro    |                             | [ 1 ] [ 5 ] |
| 5     | Croatia Cup de 2017                        | Zagreb, Croácia      | 27–30 de setembro    |                             | [ 1 ] [ 6 ] |
| 6     | Baltic Cup de 2017                         | Gdańsk, Polônia      | 4–7 de outubro       |                             | [ 1 ] [ 7 ] |
| 7     | Grand Prix Júnior de Egna Neumarkt de 2017 | Egna/Bolzano, Itália | 11–14 de outubro     | Não houve disputa de duplas | [ 1 ] [ 8 ] |
| Final | Final do Grand Prix Júnior de 2017–18      | Nagoya, Japão        | 7–10 de dezembro     | Junto com a final sênior    | [ 1 ]       |

## Medalhistas

### Grand Prix Júnior de Brisbane
| Evento                        | Ouro                                          | Prata                                    | Bronze                                             |
| Individual masculino detalhes | Alexei Krasnozhon · Estados Unidos            | Roman Savosin · Rússia                   | Egor Rukhin · Rússia                               |
| Individual feminino detalhes  | Alexandra Trusova · Rússia                    | Anastasia Gulyakova · Rússia             | Riko Takino · Japão                                |
| Dança no gelo detalhes        | Sofia Polishchuk · Alexander Vakhnov · Rússia | Marjorie Lajoie · Zachary Lagha · Canadá | Elizaveta Khudaiberdieva · Nikita Nazarov · Rússia |

### Cup of Austria
| Evento                        | Ouro                                                      | Prata                                      | Bronze                                     |
| Individual masculino detalhes | Camden Pulkinen · Estados Unidos                          | Luc Economides · França                    | Egor Murashov · Rússia                     |
| Individual feminino detalhes  | Anastasia Tarakanova · Rússia                             | Lim Eun-soo · Coreia do Sul                | Mako Yamashita · Japão                     |
| Dança no gelo detalhes        | Christina Carreira · Anthony Ponomarenko · Estados Unidos | Ksenia Konkina · Grigory Yakushev · Rússia | Natacha Lagouge · Corentin Rahier · França |

### Riga Cup
| Evento                        | Ouro                                           | Prata                                            | Bronze                                         |
| Individual masculino detalhes | Mitsuki Sumoto · Japão                         | Makar Ignatov · Rússia                           | Tomoki Hiwatashi · Estados Unidos              |
| Individual feminino detalhes  | Daria Panenkova · Rússia                       | Rika Kihira · Japão                              | Emmy Ma · Estados Unidos                       |
| Duplas detalhes               | Apollinariia Panfilova · Dmitry Rylov · Rússia | Aleksandra Boikova · Dmitrii Kozlovskii · Rússia | Evelyn Walsh · Trennt Michaud · Canadá         |
| Dança no gelo detalhes        | Sofia Shevchenko · Igor Eremenko · Rússia      | Anastasia Shpilevaya · Grigory Smirnov · Rússia  | Caroline Green · Gordon Green · Estados Unidos |

### Minsk Arena Cup
| Evento                        | Ouro                                                      | Prata                                         | Bronze                                         |
| Individual masculino detalhes | Alexey Erokhov · Rússia                                   | Andrew Torgashev · Estados Unidos             | Igor Efimchuk · Rússia                         |
| Individual feminino detalhes  | Alexandra Trusova · Rússia                                | Nana Araki · Japão                            | Stanislava Konstantinova · Rússia              |
| Duplas detalhes               | Daria Pavliuchenko · Denis Khodykin · Rússia              | Anastasia Poluianova · Dmitry Sopot · Rússia  | Apollinariia Panfilova · Dmitry Rylov · Rússia |
| Dança no gelo detalhes        | Christina Carreira · Anthony Ponomarenko · Estados Unidos | Anastasia Skoptcova · Kirill Aleshin · Rússia | Arina Ushakova · Maxim Nekrasov · Rússia       |

### Croatia Cup
| Evento                        | Ouro                                         | Prata                                     | Bronze                                           |
| Individual masculino detalhes | Alexei Krasnozhon · Estados Unidos           | Joseph Phan · Canadá                      | Makar Ignatov · Rússia                           |
| Individual feminino detalhes  | Sofia Samodurova · Rússia                    | Mako Yamashita · Japão                    | Anastasia Tarakanova · Rússia                    |
| Duplas detalhes               | Polina Kostiukovich · Dmitrii Ialin · Rússia | Gao Yumeng · Xie Zhong · China            | Aleksandra Boikova · Dmitrii Kozlovskii · Rússia |
| Dança no gelo detalhes        | Marjorie Lajoie · Zachary Lagha · Canadá     | Sofia Shevchenko · Igor Eremenko · Rússia | Ksenia Konkina · Grigory Yakushev · Rússia       |

### Baltic Cup
| Evento                        | Ouro                                                   | Prata                                              | Bronze                                         |
| Individual masculino detalhes | Alexey Erokhov · Rússia                                | Camden Pulkinen · Estados Unidos                   | Conrad Orzel · Canadá                          |
| Individual feminino detalhes  | Alena Kostornaia · Rússia                              | Daria Panenkova · Rússia                           | Rino Kasakake · Japão                          |
| Duplas detalhes               | Ekaterina Alexandrovskaya · Harley Windsor · Austrália | Daria Pavliuchenko · Denis Khodykin · Rússia       | Anastasia Poluianova · Dmitry Sopot · Rússia   |
| Dança no gelo detalhes        | Anastasia Skoptcova · Kirill Aleshin · Rússia          | Elizaveta Khudaiberdieva · Nikita Nazarov · Rússia | Caroline Green · Gordon Green · Estados Unidos |

### Grand Prix Júnior de Egna Neumarkt
| Evento                        | Ouro                                     | Prata                                         | Bronze                                        |
| Individual masculino detalhes | Matteo Rizzo · Itália                    | Vladimir Samoilov · Rússia                    | Tomoki Hiwatashi · Estados Unidos             |
| Individual feminino detalhes  | Sofia Samodurova · Rússia                | Alena Kostornaia · Rússia                     | Rika Kihira · Japão                           |
| Dança no gelo detalhes        | Arina Ushakova · Maxim Nekrasov · Rússia | Sofia Polishchuk · Alexander Vakhnov · Rússia | Alicia Fabbri · Claudio Pietrantonio · Canadá |

### Final do Grand Prix Júnior
| Evento                        | Ouro                                                   | Prata                                                     | Bronze                                        |
| Individual masculino detalhes | Alexei Krasnozhon · Estados Unidos                     | Camden Pulkinen · Estados Unidos                          | Mitsuki Sumoto · Japão                        |
| Individual feminino detalhes  | Alexandra Trusova · Rússia                             | Alena Kostornaia · Rússia                                 | Anastasia Tarakanova · Rússia                 |
| Duplas detalhes               | Ekaterina Alexandrovskaya · Harley Windsor · Austrália | Apollinariia Panfilova · Dmitry Rylov · Rússia            | Daria Pavliuchenko · Denis Khodykin · Rússia  |
| Dança no gelo detalhes        | Anastasia Skoptcova · Kirill Aleshin · Rússia          | Christina Carreira · Anthony Ponomarenko · Estados Unidos | Sofia Polishchuk · Alexander Vakhnov · Rússia |

## Classificação para a Final do Grand Prix Júnior
Cada patinador pontua dependendo da posição obtida, somando as duas melhores pontuações. Os seis melhores se classificam para disputa da final. A pontuação por eventos é a seguinte:
| Pos. | Pontos (Individuais/Dança) | Pontos (Duplas) |
| ---- | -------------------------- | --------------- |
| 1.º  | 15                         | 15              |
| 2.º  | 13                         | 13              |
| 3.º  | 11                         | 11              |
| 4.º  | 9                          | 9               |
| 5.º  | 7                          | 7               |
| 6.º  | 5                          | 5               |
| 7.º  | 4                          | 4               |
| 8.º  | 3                          | 3               |
| 9.º  | 2                          | –               |
| 10.º | 1                          | –               |

### Classificados
|            | Masculino             | Feminino                 | Duplas                                         | Dança no gelo                                 |
| ---------- | --------------------- | ------------------------ | ---------------------------------------------- | --------------------------------------------- |
| 1          | RUS Alexey Erokhov    | RUS Alexandra Trusova    | RUS Daria Pavliuchenko / Denis Khodykin        | USA Christina Carreira / Anthony Ponomarenko  |
| 2          | USA Alexei Krasnozhon | RUS Sofia Samodurova     | RUS Apollinariia Panfilova / Dmitry Rylov      | RUS Anastasia Skoptcova / Kirill Aleshin      |
| 3          | USA Camden Pulkinen   | RUS Alena Kostornaia     | AUS Ekaterina Alexandrovskaya / Harley Windsor | RUS Sofia Polishchuk / Alexander Vakhnov      |
| 4          | JPN Mitsuki Sumoto    | RUS Daria Panenkova      | RUS Anastasia Poluianova / Dmitry Sopot        | CAN Marjorie Lajoie / Zachary Lagha           |
| 5          | RUS Makar Ignatov     | RUS Anastasia Tarakanova | RUS Aleksandra Boikova / Dmitrii Kozlovskii    | RUS Sofia Shevchenko / Igor Eremenko          |
| 6          | USA Andrew Torgashev  | JPN Rika Kihira          | CHN Gao Yumeng / Xie Zhong                     | RUS Arina Ushakova / Maxim Nekrasov           |
| Alternates |                       |                          |                                                |                                               |
| 1.º        | CAN Joseph Phan       | JPN Mako Yamashita       | RUS Polina Kostiukovich / Dmitrii Ialin        | RUS Ksenia Konkina / Grigory Yakushev         |
| 2.º        | FRA Luc Economides    | JPN Nana Araki           | CAN Evelyn Walsh / Trennt Michaud              | RUS Elizaveta Khudaiberdieva / Nikita Nazarov |
| 3.º        | RUS Roman Savosin     | KOR Lim Eun-soo          | USA Laiken Lockley / Keenan Prochnow           | USA Caroline Green / Gordon Green             |

## Quadro de medalhas
| Ordem | País           | Medalha de ouro | Medalha de prata | Medalha de bronze |    | Ordem por total |
| ----- | -------------- | --------------- | ---------------- | ----------------- | -- | --------------- |
| 1     | Rússia         | 18              | 17               | 15                | 50 | 1               |
| 2     | Estados Unidos | 6               | 4                | 5                 | 15 | 2               |
| 3     | Austrália      | 2               |                  |                   | 2  | 5               |
| 4     | Japão          | 1               | 3                | 5                 | 9  | 3               |
| 5     | Canadá         | 1               | 2                | 3                 | 6  | 4               |
| 6     | Itália         | 1               |                  |                   | 1  | 7               |
| 7     | França         |                 | 1                | 1                 | 2  | 5               |
| 8     | China          |                 | 1                |                   | 1  | 7               |
| 8     | Coreia do Sul  |                 | 1                |                   | 1  | 7               |
| TOTAL | TOTAL          | 29              | 29               | 29                | 87 | —               |